# Viação Metrópole Paulista
A Viação Metrópole Paulista é uma empresa de transporte público da cidade de São Paulo. Atua nos subsistemas estrutural (lotes E3 e E7) e local de articulação regional (lote AR3) de ônibus municipais da cidade de São Paulo. Seus ônibus são caracterizados pela cor amarelo na área 3 - Nordeste e pela cor vermelho escuro na área 7 - Sudoeste da capital paulista.
Pertence a família Abreu sócia do grupo Ruas dono da maior frota de ônibus municipais da cidade. Era conhecida como a antiga Viação Itaim Paulista (VIP Transportes Urbanos) e Viação Expandir Empreendimentos e Participações (Viação Expandir Transportes Urbanos), utilizando como Consórcio Plus como vitrine operacional, porém, em 2019, seu nome alterou-se para Viação Metrópole Paulista com a nova licitação de ônibus em São Paulo.
Com 1 614 veículos, a empresa tem a maior frota da cidade, considerando as sete garagens localizadas, sendo cinco na zona leste e duas na zona sul.

## Atuação
A Viação Metrópole Paulista é responsável por conectar os distritos da área 3 - Nordeste (Cangaíba, Ermelino Matarazzo, Itaim Paulista, Jardim Helena, Lajeado, Penha, Ponte Rasa, São Miguel Paulista, Tatuapé, Vila Curuçá e Vila Jacuí) a distritos das áreas 4 - Leste, 8 - Oeste e 9 - Central. Também atua nos distritos da área 7 (Capão Redondo, Itaim Bibi, Jardim Ângela, Jardim São Luís e Santo Amaro).

## Divisão em lotes
- Lote 3 1*** – Viação Metrópole Paulista Ltda. (Lote E3) - Itaim Paulista/A.E. Carvalho/Imperador/Iguatemi/Brás.[1]
- Lote 3 2*** – Viação Metrópole Paulista Ltda. (Lote AR3) - Itaim Paulista/A.E. Carvalho/Imperador/Brás.[1]
- Lote 7 3*** – Viação Metrópole Paulista Ltda.  (Lote E7) - De Pinedo/M'Boi Mirim.[1]